# Coronide (figlia di Flegias)
Coronide (in greco antico: Κορωνίς?, Korōnís) è un personaggio della mitologia greca. Fu una principessa dei Lapiti.

## Genealogia
Figlia di Flegias e di Cleofema, amò Apollo ed Ischi e divenne madre di Asclepio.
Negli Inni omerici vi è un riferimento ad un personaggio (mai nominato) che ha le stesse caratteristiche di Coronide ma è indicata come figlia di Azano anziché di Flegias.

## Mitologia

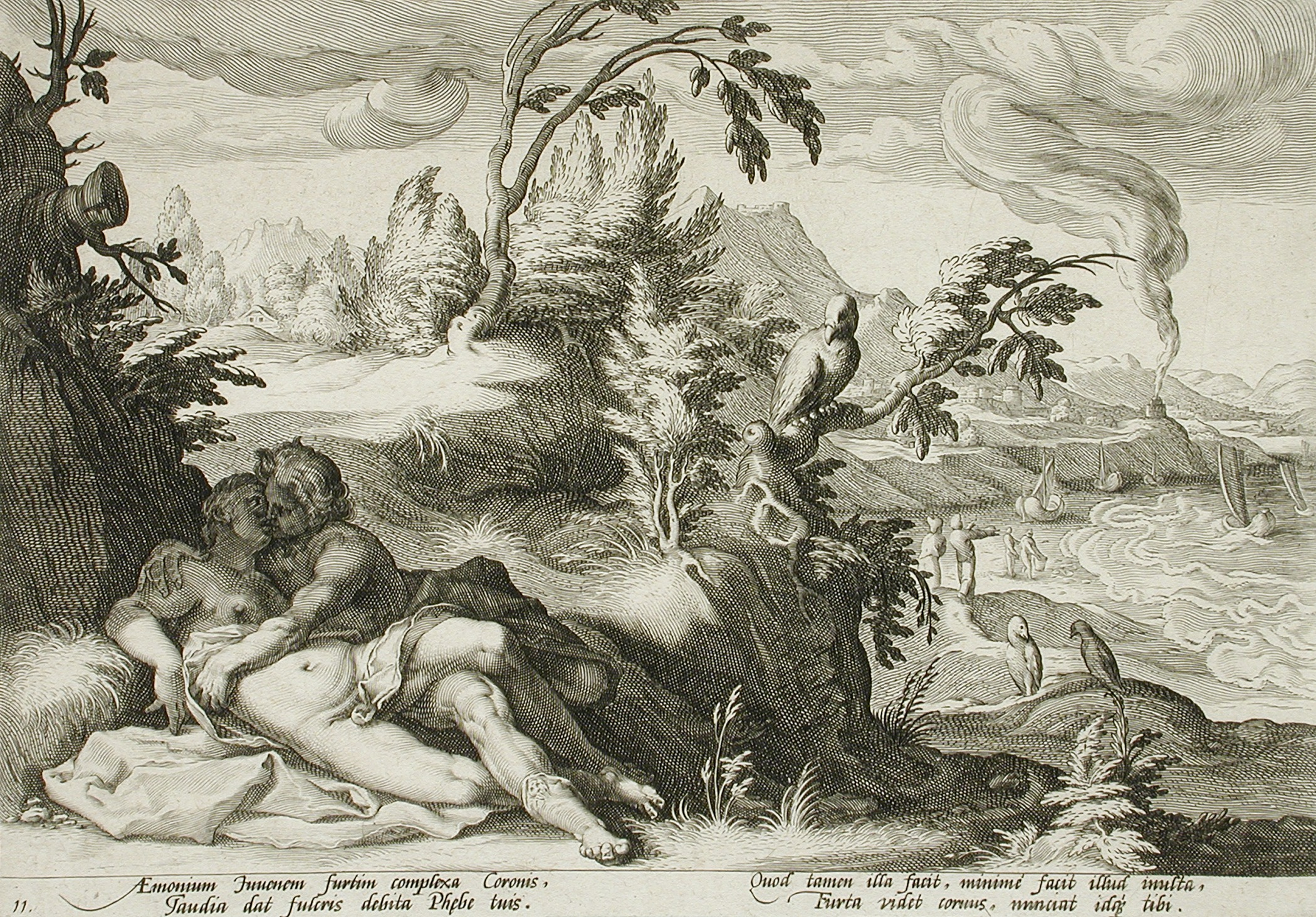
Apollo e Coronide

Fu amata da Apollo che le lasciò un corvo di guardia affinché nessuno l'avvicinasse ma durante la sua assenza lei conobbe Ischi e si lasciò amare, così il corvo volò da Apollo per riferire. Il dio, offeso, decise di tramutare il colore delle piume del corvo da bianco a nero e con una freccia la uccise. In un'altra versione (e per lo stesso motivo) fu uccisa da Artemide.
Coronide però, era incinta ed Ermes prese il bambino dal corpo della madre salvandolo. Il bambino fu chiamato Asclepio.
In alcune versioni del mito Asclepio fu portato dal centauro Chirone che, crescendolo, gli insegnò l'arte della medicina.